# Gudrun Dube
Gudrun Dube, verheiratete Gudrun Dube-Grosse (* 1938) ist eine deutsche Gartenbauingenieurin und Rosenzüchterin.

## Leben und Werk
Das Interesse an Rosen und deren Züchtung wurde bei Gudrun Dube bereits im Kindesalter durch ihren Großvater, den renommierten Dresdner Gartenarchitekten Conrad Freytag geweckt.
Nach dem Abitur begann sie eine Gärtnerlehre und absolvierte anschließend ein Gartenbaustudium. Ihre berufliche Laufbahn begann sie in der Züchtungsforschung im VEG Saatzucht Zierpflanzen Erfurt. Seit 1978 arbeitete sie mit Anni Berger und ihrem Sohn Hermann in der Rosenzucht der GPG Roter Oktober in Bad Langensalza. Hier forschte sie in dem neu eingerichteten in-vitro-Labor an der Züchtung neuer, umweltresistenter Rosensorten. Aufgrund ihres beruflichen Netzwerkes gelang es ihr, notwendige wissenschaftliche Gerätschaften für die Forschungsarbeit an der GPG zu organisieren und Kooperationen u. a. mit dem Institut für Züchtungsforschung Gatersleben, dem Institut für Strahlenphysik der Universität Leipzig und mit dem Staatlichen Veterinärinstitut Bad Langensalza aufzubauen.
Nach dem Tod von Hermann Berger übernahm sie 1980 die Leitung der auf die Rosenzucht spezialisierten GPG Roter Oktober Bad Langensalza. Sie konzentrierte sich auf die Aufschulung von Rosenpflanzen auf der über 25 ha großen Anbaufläche der GPG und auf den Aufbau eines Labors für Meristemvermehrung. Aufgrund einer schweren Erkrankung musste Gudrun Dube 1989/90 die Tätigkeit in der GPG Roter Oktober aufgeben.
Kurz nach der politischen Wende wurde die GPG Roter Oktober Bad Langensalza aufgelöst und die Versuchsflächen mit den Rosenzüchtungen untergeackert. Gudrun Dube gelang es nicht mehr, die vielversprechenden Rosenpflanzen zu retten, da sie zu spät von der Vernichtung der Versuchsfelder erfahren hat. Nach ihrer Arbeit als Rosenzüchterin war sie bis zu ihrer Pensionierung als Ausbilderin im Gartenbau tätig.
Gudrun Dube-Grosse lebt heute in der Nähe von Dresden.

## Rosenzüchtungen von Gudrun Dube

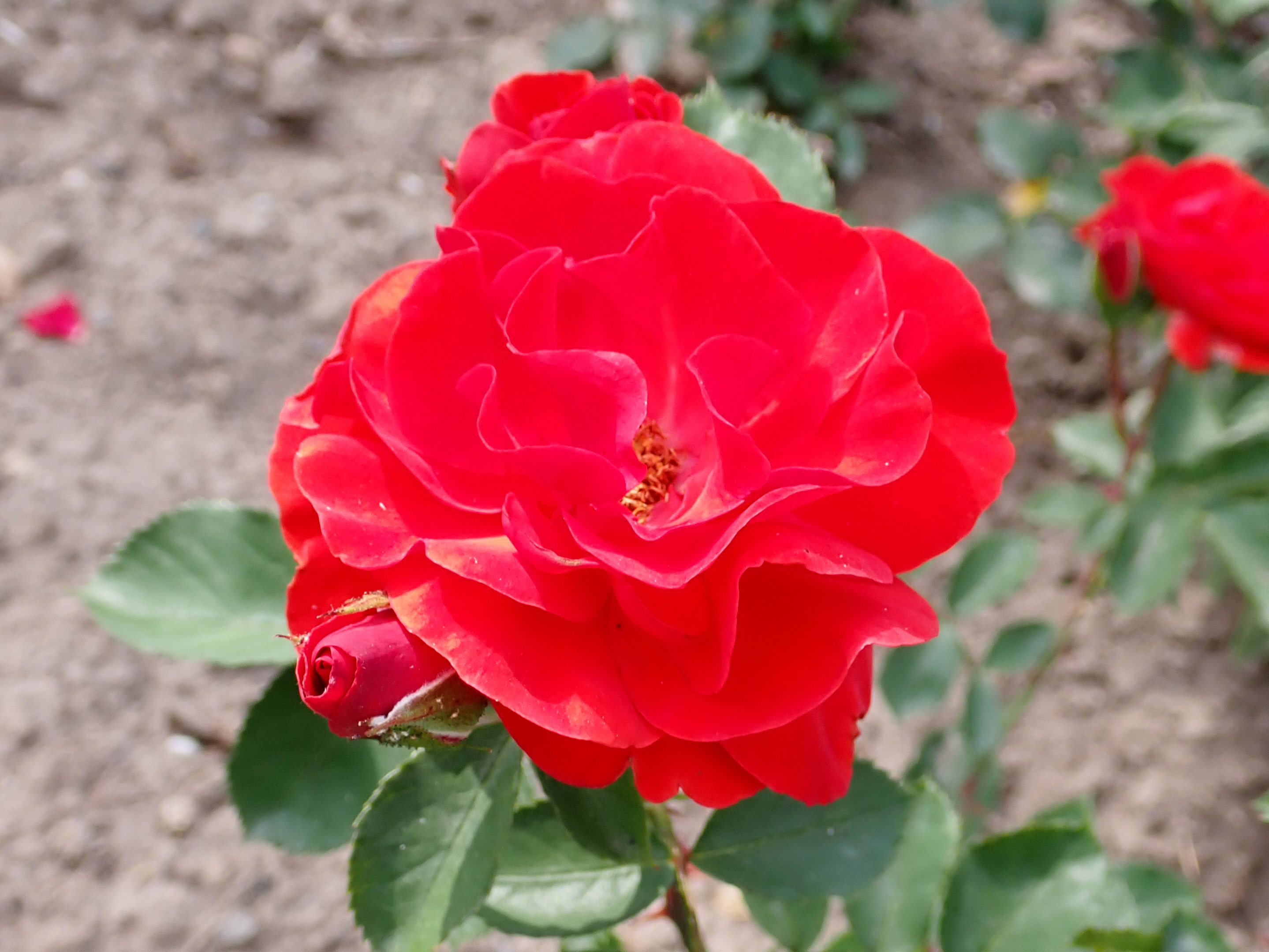
'Mephisto' (1985)

Gudrun Dube züchtete zahlreiche neue Rosensorten, u. a. Teehybiden, Strauchrosen, Floribunda- und Polyantha-Rosen sowie mehrere Floristen- bzw. Schnittrosen, wie die Rosensorte 'Kavalier' und 'Gratulation'. Etliche Rosensorten werden auch in der Gegenwart noch kommerziell vertrieben.
- 'Esprit', orangerote Floribundarose (1985)
- 'Mephisto', rote Polyantha-Hybride (1985)
- 'Silberzauber', rosa Floribundarose (1985)
- 'Gratulation', dunkelrote Floribundarose, Floristenrose (1986)
- 'Sommerliebe', orange-ockerfarbene Floribundarose (1986)
- 'Jupiter', weiß-rosa Strauchrose (1987)
- 'Ballade', dunkelrote Teehybride (1987)
- 'Melodie', gelb-rote Teehybride (1988)
- 'Menuett', gelb-rote Teehybride (1988)
- 'Schlossgarten', karminrote Strauchrose (1989)
- 'Kavalier', rote Teehybride, Floristenrose (1989)
- 'Klassik', leuchtendrote Teehybride (1990)
- 'Safari', lachsrote Teehybride (1990)

Im Bestand des Rosengartens Langensalza befinden sich einige Exemplare der cremefarbenen, 1985 eingeführten 'Gudrun-Dube-Rose', einer unter der Bezeichnung RT 99-101 von ihr gezüchteten Strauchrose.

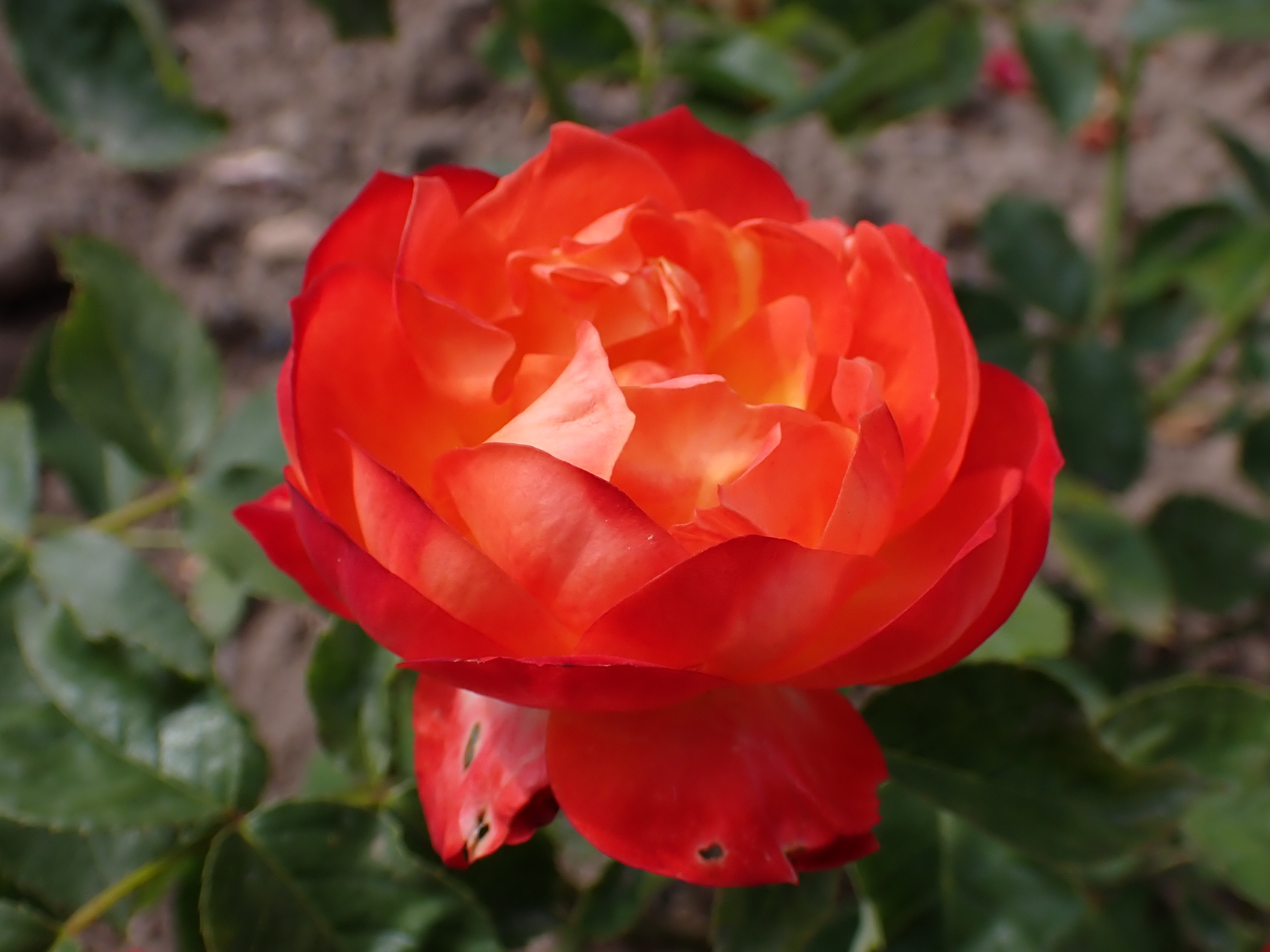
'Esprit' (1985)
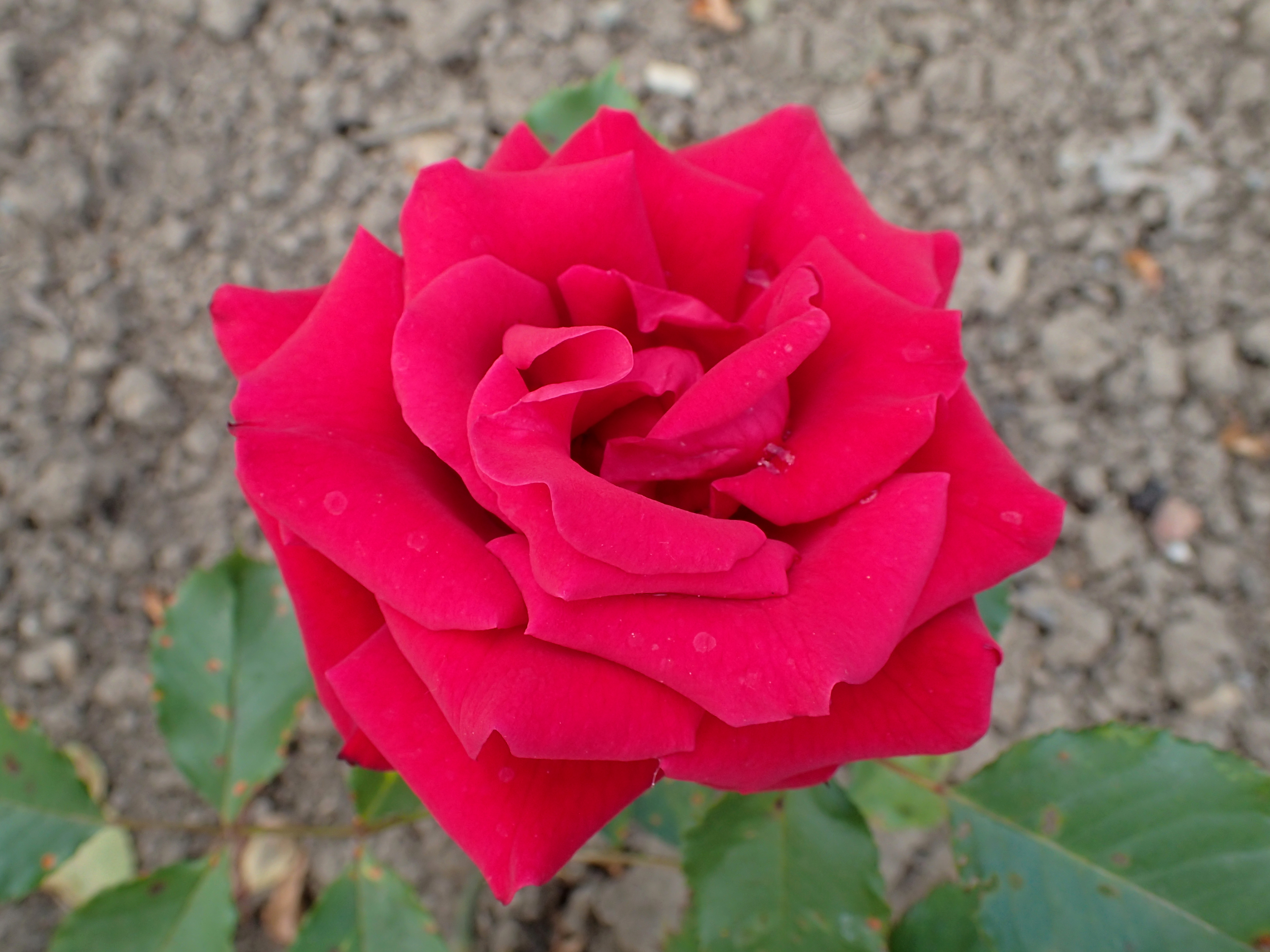
'Gratulation' (1986)
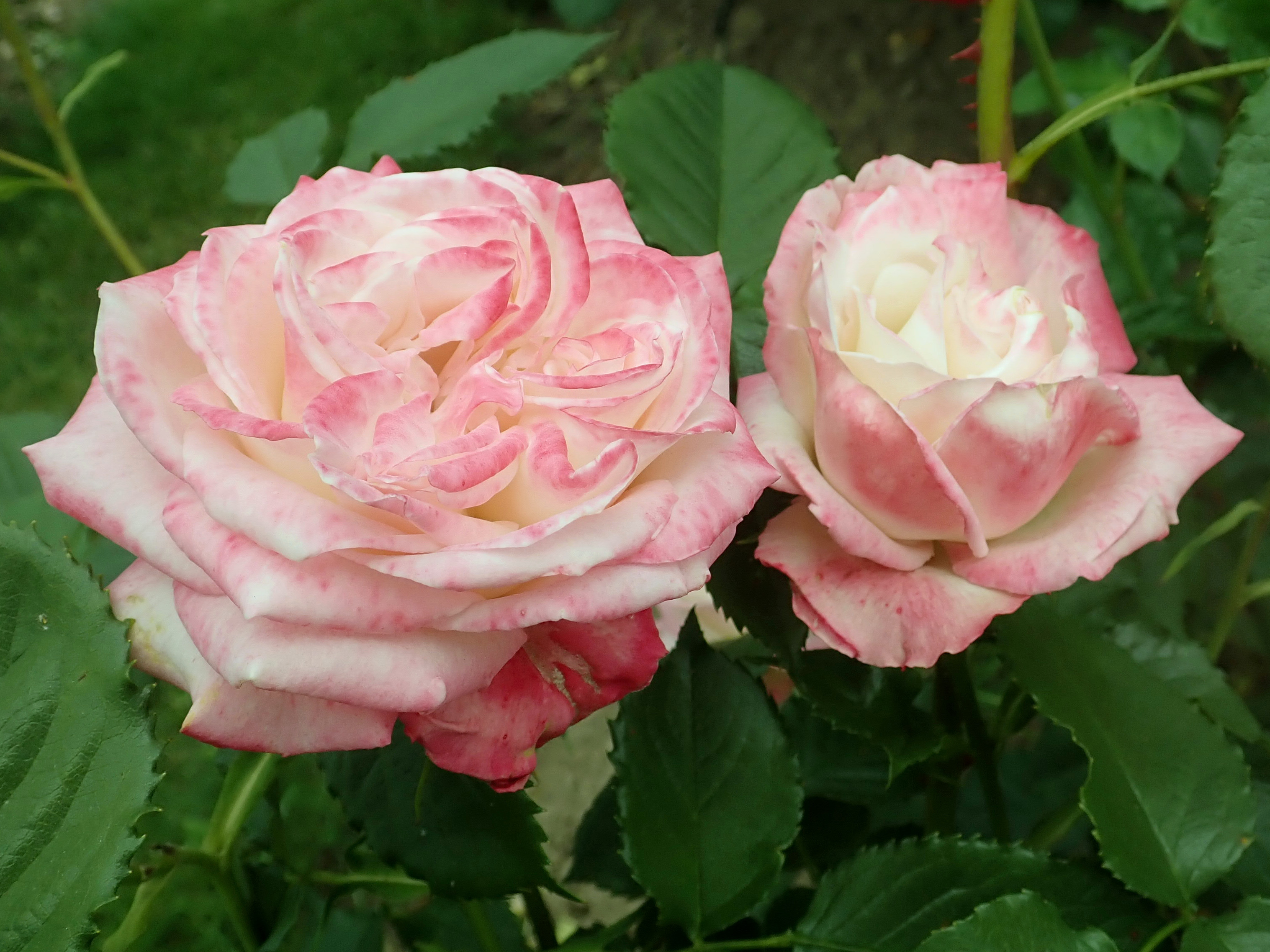
'Jupiter' (1987)
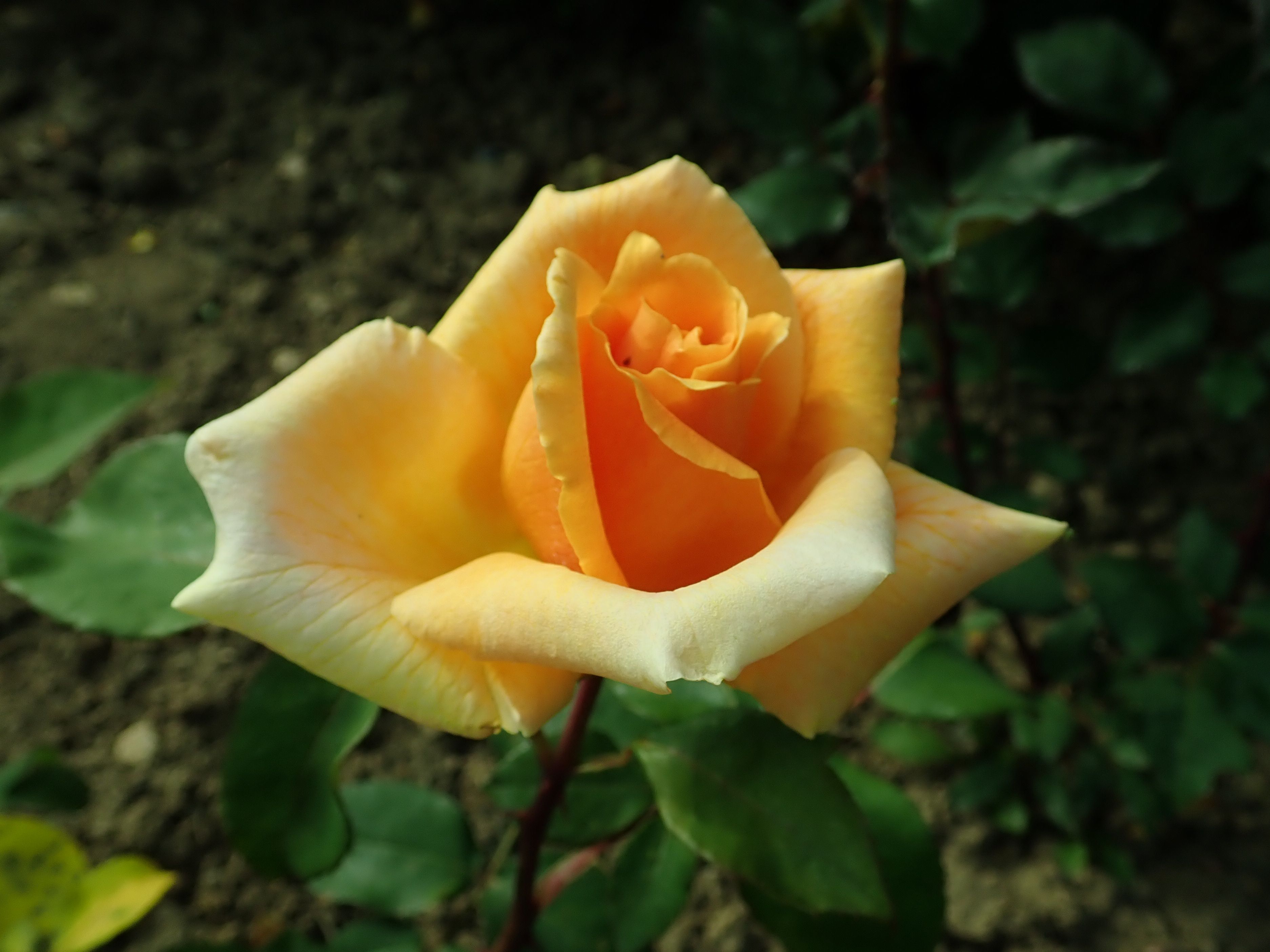
'Sommerliebe' (1987)
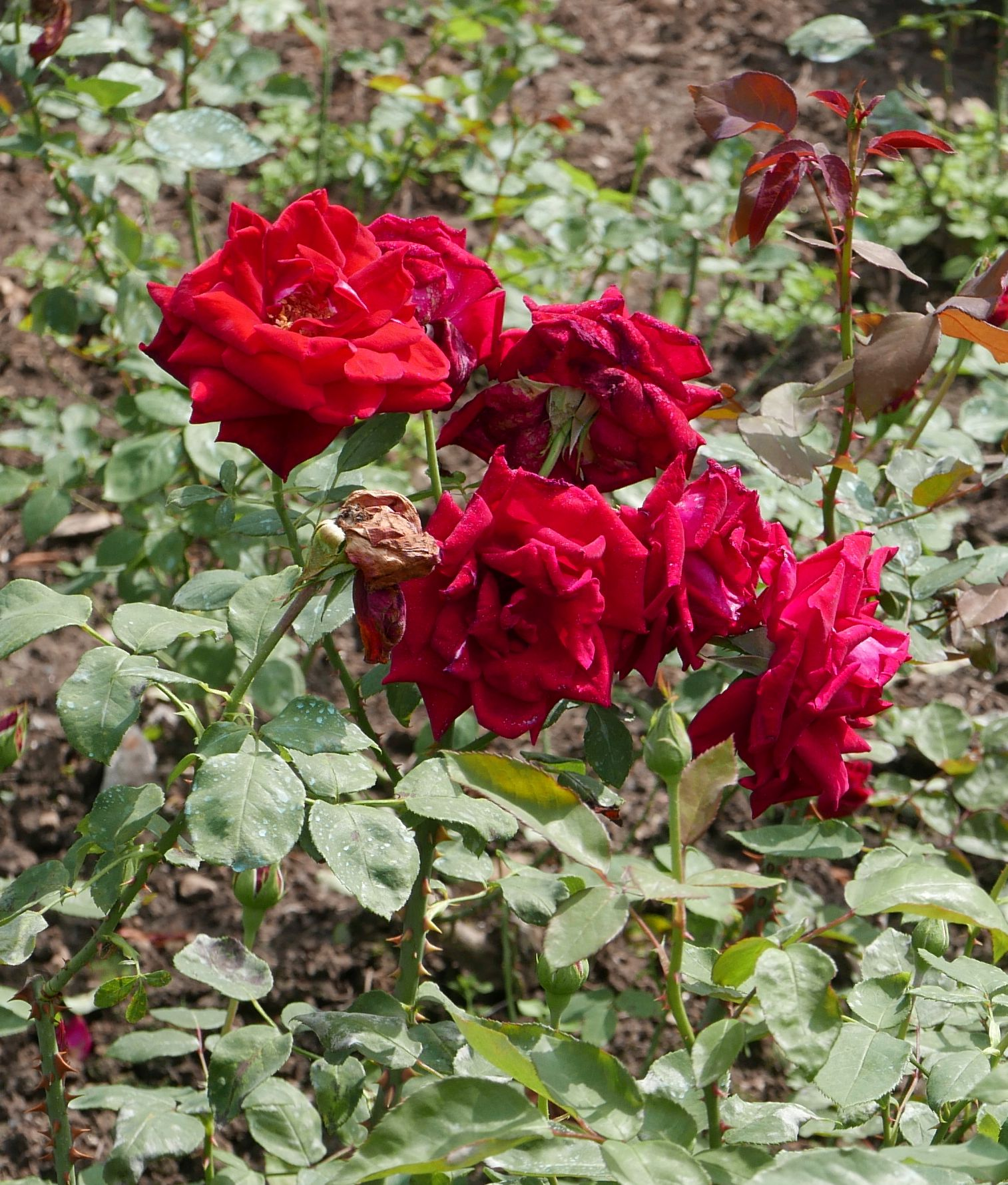
'Ballade' (1987)
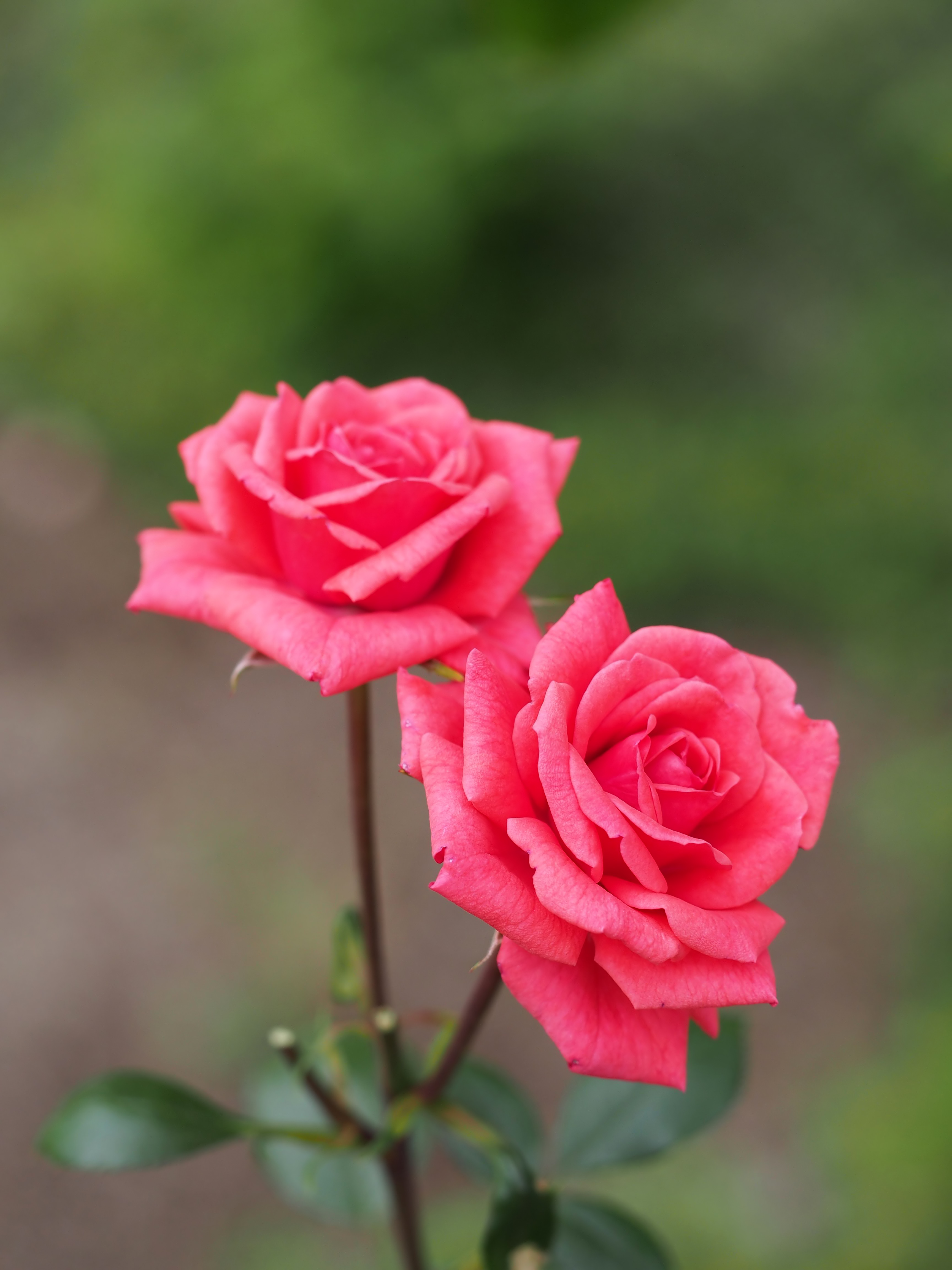
'Schlossgarten' (1989)

Die Rosenzüchtungen von Gudrun Dube werden u. a. im Rosengarten Bad Langensalza, im Europa-Rosarium Sangerhausen, Rosengarten am Königsufer in Dresden, im Ostdeutschen Rosengarten in Forst, im Deutschen Rosarium Dortmund, im Rosarium in Kassel-Wilhelmshöhe sowie im Carla Fineschi Foundation Rose Garden in der Toskana gezeigt.